# Литвинов, Николай Петрович (депутат)
Николай Петрович Литвинов (род. 31 декабря 1948, Армавир, Краснодарский край) — российский политический деятель, депутат Государственной думы четвёртого созыва

## Биография
Был директором Армавирской ватной фабрики.
Неоднократно избирался депутатом районного и городского уровня; в 2002 г. был избран Депутатом Законодательного Собрания Краснодарского края третьего созыва. «Заслуженный работник машиностроения Кубани»; награждён медалью «За выдающийся вклад в развитие Кубани»

### Депутат госдумы
7 декабря 2003 года был избран депутатом Государственной Думы ФС РФ четвёртого созыва по Армавирскому одномандатному избирательному округу № 40 (Краснодарский край). В Госдуме вошел в состав фракции «Единая Россия». Член Комитета Госдумы по энергетике, транспорту и связи.